# کوه گرانت (مونتانا)
کوه گرانت با ارتفاع ۸۵۹۰ فوتی (۲۶۱۸) است متر) یک قله کوه واقع در شهرستان فلت هد در ایالت مونتانای ایالات متحده است.
کوه گرانت در بیابان خرس بزرگ در زمینی که توسط جنگل ملی فلت هد اداره می‌شود واقع شده‌است. کوه گرانت در محدوده فلت هد، در غرب شکاف قاره ای قرار دارد.